# النمر والأنثى (فلم)
النمر والأنثى هو فيلم مصري عرض عام 1987، بطولة عادل إمام، وآثار الحكيم، من تأليف إبراهيم الموجي ومن إخراج سمير سيف. في هذا الفيلم يلعب عادل إمام دور ضابط شرطة يكافح عصابة مخدرات.

## قصة الفيلم
يتم تكليف الضابط وحيد (عادل إمام) بالتنكر والدخول وسط عصابة أكبر تجار المخدرات عبده القماش (أنور إسماعيل) لكي يقبض عليه متلبسا، يتوصل بتحرياته إلى أن ابنته ياسمين مختفية منذ زمن طويل. يتفق وحيد مع فتاة الليل التائبة نعيمة (آثار الحكيم) التي تشبه ياسمين على انتحال شخصيتها وتوهم القماش أن وحيد زوجها ومعها ابنها تامر (ماهر عصام)، يصدق القماش الأمر في البداية، إلا أن شقيقته عدلات (عايدة عبد العزيز) تشك في الأمر منذ البداية إلى أن تكشف للقماش الأمر، يقرر القماش الانتقام من وحيد ونعيمة فيدسون المخدرات لوحيد في القهوة إلى أن يصبح مدمنا ويدبرون له حادث سيارة ينجو منها وحيد ونعيمة وتامر بأعجوبة، ينعزل الثلاثي في مكان بعيد إلى أن يشفى وحيد من الإدمان في الوقت الذي يعتقد فيه القماش ومساعديه أن وحيد ونعيمة والطفل قد قتلوا في الحادث، يقوم القماش بعملية التهريب بكل ثقة بعد اعتقاده أن وحيد قد انتهى، فيظهر وحيد ويدخل في صراع مع القماش وعصابته إلى أن يقدمه مدان للعدالة، ينتهي الفيلم بزواج وحيد من نعيمة بعدما فشل في التحكم في مشاعره تجاهها وطفلها، فيقرر الارتباط بها للأبد.

## طاقم التمثيل
- عادل إمام: (وحيد)
- آثار الحكيم: (نعيمة / ياسمين)
- أنور إسماعيل: (عبده القماش)
- عايدة عبد العزيز: (عدلات)
- ماهر عصام: (الطفل تامر)
- مصطفى متولي: (رمانة)
- إبراهيم الشرقاوي: (مطاوع)
- أحمد عقل: (الصول طلبة)
- يوسف داود: (اللواء حسني)
- فكري صادق: (ضابط)
- يوسف عيد: (سيد)
- سوزان صالح: (ياسمين المحتالة)
- رأفت راجي: (كمال)
- سامي عطايا: (طاهر المرسي)
- سيد صادق: (منصور)
- لو شان: (المهرب الصيني)
- عدوي غيث : (والد وحيد)
- هانم محمد : (والدة وحيد)
- هندية: (الراقصة)
- قاسم الدالي
- أحمد الشريف

## فريق العمل
- إخراج: سمير سيف
- قصة وسيناريو وحوار: إبراهيم الموجي
- إنتاج: أفلام مصر العربية (واصف فايز)
- توزيع داخلي: أفلام مصر العربية (واصف فايز)
- توزيع خارجي: الشركة اللبنانية للتجارة والاستثمار السينمائي
- مونتاج: سلوى بكير
- موسيقى تصويرية: محمد سلطان
- مدير التصوير: عصام فريد

## وصلات خارجية
- النمر والأنثى على موقع IMDb (الإنجليزية)
- النمر والأنثى على موقع قاعدة بيانات الأفلام العربية
- النمر والأنثى على موقع قاعدة بيانات الفيلم (الإنجليزية)
- النمر والأنثى على موقع ليتربوكسد (الإنجليزية)